# Paysage avec Philémon et Baucis
Paysage avec Philémon et Baucis est un tableau du peintre flamand Pierre Paul Rubens réalisé vers 1620. Il s'agit d'une peinture à l'huile sur toile de 1,47 × 2,09 m. Il est conservé au musée d'Histoire de l'art de Vienne. 

## Thème et description
Ce tableau est un paysage illustrant un thème mythologique. Selon les  Métamorphoses d'Ovide, Philémon et Baucis étaient un couple de vieillards, qui, seuls dans leur localité (qu'Ovide situe en Phrygie), ont offert l'hospitalité aux dieux (déguisés) Zeus et Hermès. Zeus a envoyé une inondation en Phrygie pour punir ses habitants inhospitaliers, tout en sauvant Philémon et Baucis, les avertissant de gravir le sommet d'une montagne.
Rubens représente le déluge avec un ciel orageux de nuages noirs, des éclairs, une rivière débordante sous forme de cascades, parcourue par un arc-en-ciel. Au fond à gauche, le ciel tourmenté s'illumine de nouveau. Sur la droite, les figures des anciens, Zeus et Hermès observent la dévastation du paysage causé par la tempête envoyée par les dieux.